# Jackie Collins
Jacqueline Jill "Jackie" Collins (8. oktober 1937 - 19. september 2015 ) var en engelsk-amerikansk romanforfatter. Hun skrev 33 romaner, der alle kom på The New York Times bestseller-liste. Samlet set solgte hendes bøger over 500 millioner kopier og blev oversat til 40 sprog. Otte af romanerne er filmatiseret, enten som spillefilm eller som tv-serier. Jackie Collins var søster til skuespilleren Joan Collins.